# Parroquia de Inčukalns
La Parroquia Inčukalns  es una unidad administrativa de Inčukalns Municipio, Letonia.